# دانی والبرگ
دانی والبرگ (انگلیسی: Donnie Wahlberg؛ زاده ۱۷ اوت ۱۹۶۹) یک بازیگر و موسیقی‌دان اهل ایالات متحده آمریکا و عضو گروه نیو کیدز آن د بلاک است.او در مینی سریال جوخه برادران در نقش کاروود لیپتون ظاهر شد.او برادر بزرگ تر مارک والبرگ است

## گزیدهٔ نقش‌آفرینی‌ها
از فیلم‌ها یا برنامه‌های تلویزیونی که وی در آن نقش داشته‌است می‌توان به آثار زیر اشاره کرد.
- گلوله (فیلم ۱۹۹۶) (۱۹۹۶)
- خون‌بها (۱۹۹۶)
- کره (فیلم ۱۹۹۸) (۱۹۹۸)
- سرشماری (۱۹۹۸)
- حس ششم (۱۹۹۹)
- جوخه برادران (۲۰۰۱)
- به دنبال رؤیا (۲۰۰۳)
- اره ۲ (۲۰۰۵)
- آناپولیس (فیلم) (۲۰۰۶)
- اره ۳ (۲۰۰۶)
- سکوت مطلق (فیلم) (۲۰۰۷)
- اره ۵ (۲۰۰۸)
- اره ۴ (۲۰۰۸)
- قتل عادلانه (۲۰۰۸)
- آنچه تو را نمی‌کشد (۲۰۰۸)
- نگهبان باغ‌وحش (۲۰۱۱)
- نجیب‌زادگان (۲۰۲۰-۲۰۱۰)